# Alternatieve spelling in het Nederlands

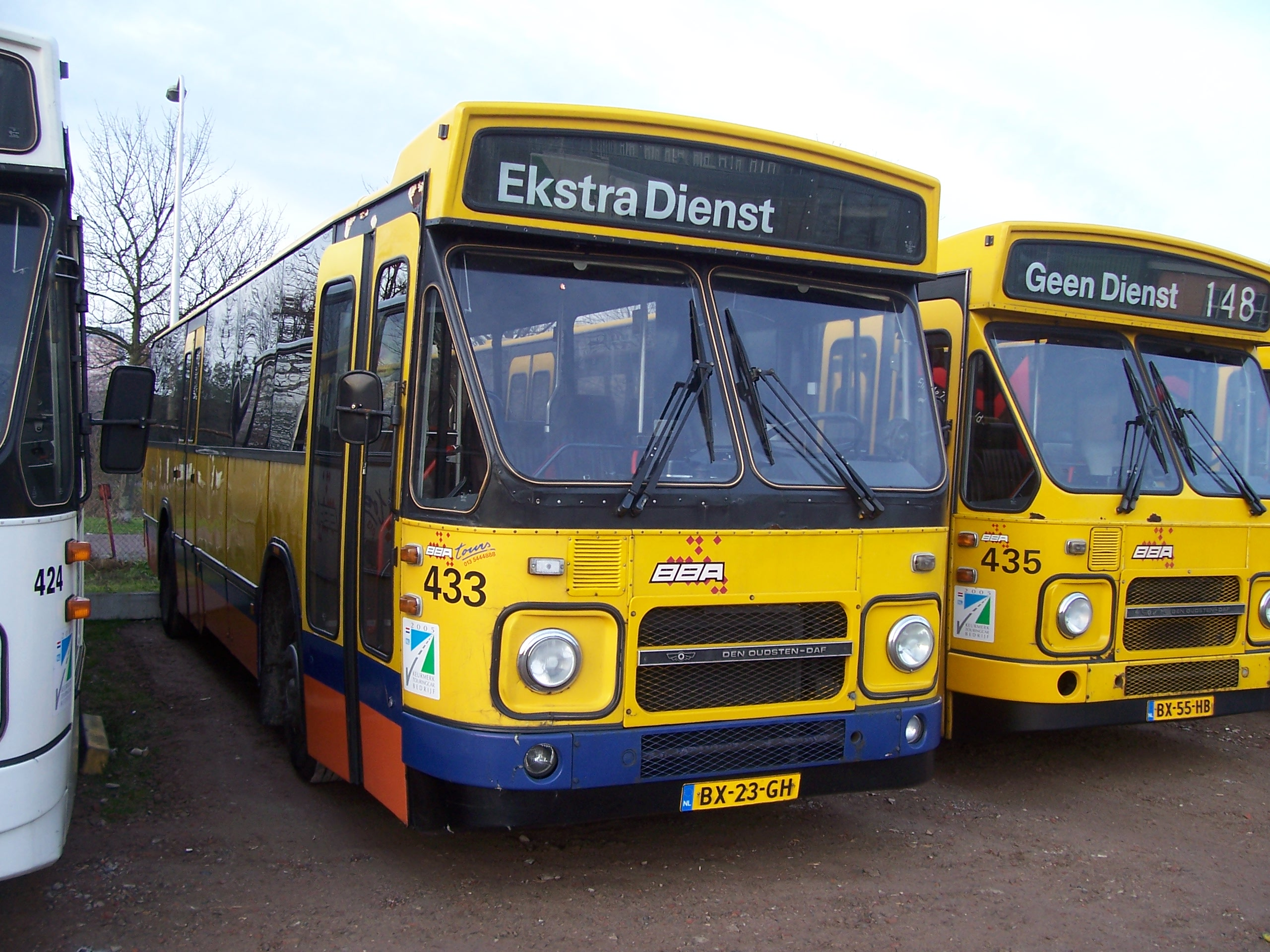
Een bijzondere spelling op een koersrol van een Brabantse bus

Een alternatieve spelling, spellingsvariant, spellingvariant of spelvariant is een spelling die afwijkt van de officieel door de daartoe opgerichte Nederlandse Taalunie vastgestelde Nederlandse spelling, zoals die bij wet voor overheid en voor schoolexamens is voorgeschreven.

## Geschiedenis
In het verleden ontstonden de meeste schrijfwijzen zonder regels of doel; men schreef op wat men hoorde. Met het ontstaan van een standaardtaal werd ook een standaardspelling steeds gewenster. Dat is een proces van eeuwen geweest, waarin de gebruikelijkste vormen het doorgaans overleefden; dat waren vaak de vormen die in veelgelezen boeken werden gehanteerd. Begin negentiende eeuw ontstonden er voor het eerst afspraken voor het hele taalgebied. Vanaf dat moment waren er mensen die bewust van de algemene norm afweken. Het eerste bekende voorbeeld was Willem Bilderdijk.
Schrijvers hebben sindsdien de traditie in ere gehouden om deels eigen regels te hanteren. In het begin van de 20e eeuw bijvoorbeeld hanteerde de Vlaamse schrijver Paul van Ostaijen in zijn gedichten en boeken de spelling zoals in 1891 voorgesteld door R.A. Kollewijn. Een bekend voorbeeld is ook Het leven is vurrukkulluk van Remco Campert uit 1961. Tot slot hield Harry Mulisch er eigen regels op na, zoals het met een kleine letter schrijven van woorden als oostenrijks.

## Subculturen
Alternatieve spellingen worden vaak gehanteerd in een subcultuur om al lang ingeburgerde uitheemse woorden nog meer te vernederlandsen; zo werd ooit voorgesteld om citroen voortaan te spellen als sitroen. Soms kent een op deze manier alternatief gespeld woord een zo grote verspreiding, dat het later in die vorm officieel wordt; dat is ooit met sjans gebeurd en later met wiet.
De bekendste subcultuur waarin alternatieve spellingen worden aangetroffen is de reclamewereld. Nog altijd zijn schrijfwijzen als aktie, buro, kado en kontakt daardoor vrij algemeen (hetzij in Nederland of anders Vlaanderen). Ook de aaneenschrijfregels voor samenstellingen worden in advertenties vaak bewust genegeerd.
Daarnaast kan een alternatieve spelling informaliteit aangeven en/of ironisch bedoeld zijn: sjiek is een wat ironisch aandoende "vulgarisering" van het elitairdere chic, en daarmee tegelijkertijd een stijlfiguur.

## Voorkeurspelling
In het Groene Boekje van 1954 werden van allerlei woorden twee spellingen gegeven, de voorkeurspelling en een alternatieve (ook wel "toegelaten spelling" genoemd). Dit betrof vooral bastaardwoorden, en het verschil tussen voorkeur en alternatief zat veelal in c versus k. In Vlaanderen werden – niet alleen in subculturen – veel vaker de k-varianten gebruikt dan in Nederland en toen in 1996 de officiële alternatieven werden afgeschaft was dat in Vlaamse media sterker te merken dan in Nederlandse. Rond c en k zitten er overigens veel merkwaardigheden in de officiële spelling.

## Alternatieve spelling vanleenwoorden
Veel alternatieve spellingen zijn ook te vinden bij ontleningen uit andere talen. Schrijvers die hun talen kennen zullen in Franse uitdrukkingen vaak de volgens Fransen correcte accentjes gebruiken, terwijl een ambtenaar met zo'n accentje een "fout" zou maken omdat het Groene Boekje het woord zonder accent vermeldt. Een andere kwestie zit in de spelling van Griekse namen, waar graecisten/graeci (m/v) soms liever een k – dus een Griekse kappa – gebruiken dan een in wezen Latijnse c.

## Fonetische spelling
In de jaren 70 werd in links-alternatieve hoek de uitgang -isch in bijvoeglijke naamwoorden vaak vervangen door de fonetische uitgang -ies, Kollewijn volgend. Voorbeelden zijn te zien in namen als het Simplisties Verbond en de Socialistiese Partij (thans Socialistische Partij). Deze afwijkende spelling werd soms spottend de kommunistiese spelling genoemd, waarbij de k volgens het Groene boekje overigens wel was toegestaan.
Begin jaren 80 ging de muziekband Doe Maar nog een stap verder, eerst experimenteel, met titels als "Sinds 1 dag of 2 (32 jaar)" en "Nix voor jou" (op het album Skunk, 1981), en daarna met songteksten als "Je ziet in je krantje dat ut, allemaal uit de hand loopt", "Ik loop mun lul achterna" en "Lajéninaja" ("laat je niet naaien") (op het album 4us (1983)).
Als grootste bezwaar tegen de puur fonetische aanpak werd toen duidelijk dat iedereen ook nog eigen ideeën over de juiste uitspraak bleek te hebben. De fonetische weg kan door de uitspraakvariatie dus niet leiden tot uniformiteit in spelling. Deze uitspraakvariatie is zowel individueel als regionaal. Hoe meer de spelling streeft naar het fonetische, hoe meer een keuze zal moeten worden gemaakt tussen welke variant als "standaard" zal moeten gelden en welke als afwijkend zal worden beschouwd.
In het Hongaars is een poging gedaan zo volledig mogelijk fonetisch te spellen, ook de leenwoorden. Dit is mogelijk omdat de variatie in uitspraak niet zeer groot is.

## Vereniging voor Wetenschappelike Spelling (VWS)
De Vereniging voor Wetenschappelike Spelling streeft (of streefde) naar een fundamentele wijziging van de spelling en naar meer vrijheid en tolerantie op spellinggebied. Bovendien vindt ze dat spelling overgewaardeerd wordt.
"Goet Gespelt" is de naam van een alternatieve spelling die door VWS wordt voorgesteld. Daarbij is getracht een te grote breuk met de huidige spelling te vermijden. De veranderingen blijven dan ook voor een belangrijk deel binnen het kader van de gevestigde spellingtraditie. VWS vindt dat Goet Gespelt op elke school onderwezen zou moeten worden, zodat meer aandacht en tijd besteed kan worden aan het overige taalonderwijs, dat wil zeggen: onderwijs in luisteren, spreken, lezen en stellen.
De vereniging gaf in eigen beheer het verenigingsblad VWS-Niews uit en had een eigen website.

## Tegenwoordig
Sinds de opkomst van nieuwe tekstvormen als sms, instant messaging en weblogs (blogs) zijn ook daar subculturen ontstaan waarin woorden bewust anders worden geschreven, zoals pheauteau in plaats van foto. Heel opzettelijk wordt de gangbare spelling niet aangehouden, ofwel om letters uit te sparen, ofwel met humoristische of andere groepscultuurbevestigende motieven. Meestal wordt het woord vereenvoudigd of fonetisch weergegeven, bijvoorbeeld: 'Heb je mijn meeltje niet ontvangen?'
Deze bewuste spellingverandering kan dienen om de onderlinge groepsband te versterken en zo een nieuwe culturele identiteit te creëren, die zich distantieert van de cultuur van voorgaande generaties of andere groepen. Dit is sinds eeuwen de drijvende kracht achter taalvernieuwing, en al even lang verguisd als taalvernieling.

## Actualisering
De Nederlandse Taalunie had met de actualisering van de Woordenlijst Nederlandse Taal (het Groene Boekje) in 2005 meer uniformiteit voor ogen. Het naast elkaar bestaan van een voorkeurspelling en een alternatieve spelling, was in 1996 al afgeschaft; nu moest de officiële spelling zelf nog consequenter worden. Tegen het resultaat is echter veel verzet gerezen, waardoor sommige mensen alle regels terzijde hebben geschoven en anderen zich achter de wat lossere norm van het Witte Boekje (met meer ruimte voor spellingvarianten) hebben geschaard. Desondanks kent het Nederlands nu wel één officiële spellingnorm.

## In andere talen
Ook andere talen zoals het Engels en Frans hebben te maken met alternatieve spellingen. Niet alleen in het heden (bijvoorbeeld de verschillen tussen Brits- en Amerikaans-Engels), maar ook in het verleden; zo schreef Shakespeare bijvoorbeeld veel woorden anders dan men tegenwoordig doet.